# Best of 2Pac
Best of 2Pac – druga kompilacja największych hitów amerykańskiego rapera 2Paca. Składa się z dwóch części: Thug i Life. Album został wydany 4 grudnia, 2007 roku w Stanach Zjednoczonych, i 10 grudnia, 2007 w Wielkiej Brytanii. W maju 2008 roku, część Thug sprzedano w ilości 121 000 egzemplarzy, a część Life sprzedano ponad 90 550.

## Lista utworów

### Thug
1. „2 of Amerikaz Most Wanted” (gośc. Snoop Doggy Dogg)
2. „California Love” (Original) (gośc. Dr. Dre, Roger Troutman)
3. „So Many Tears”
4. „I Ain’t Mad at Cha” (gośc. Danny Boy)
5. „How Do U Want It?” (gośc. K-Ci & JoJo)
6. „Trapped”
7. „Changes” (gośc. Talent)
8. „Hail Mary” (gośc. Outlawz)
9. „Unconditional Love”
10. „Dear Mama” (Remix) (gośc. Anthony Hamilton)
11. „Resist the Temptation” (gośc. Amel Larrieux)

### Life
1. „Definition of a Thug Nigga”
2. „Still Ballin'” (Nitty Remix) (gośc. Trick Daddy)
3. „Until the End of Time” (RP Remix) (gośc. Richard Page)
4. „Never Call U Bitch Again” (gośc. Tyrese)
5. „They Don't Give a Fuck about Us” (gośc. Outlawz)
6. „Keep Ya Head Up”
7. „Ghetto Gospel” (gośc. Elton John)
8. „Brenda’s Got a Baby”
9. „Thugz Mansion” (2Pac Original) (gośc. J. Phoenix)
10. „When I Get Free”
11. „Dopefiend's Diner”

## Certyfikaty i sprzedaż
| Kraj                       | Certyfikat    | Sprzedaż |
| -------------------------- | ------------- | -------- |
| Best of 2Pac, Part 1: Thug |               |          |
| Wielka Brytania (BPI)      | srebrna płyta | 60 000+  |